# Valerie Brown
Valerie Brown (ou Valerie Smith) é uma personagem fictícia da série de quadrinhos da Archie Comics, Josie and the Pussycats. Foi criada por Dan DeCarlo, apareceu pela primeira vez em Josie and the Pussycats nº 45 (1969). Valerie foi um das primeiras personagens afro-americana a aparecer na Archie Comics. Nos quadrinhos e no filme, ela toca baixo; nos desenhos animados, ela toca pandeiro. Ela também é a principal compositora do grupo e, ocasionalmente, é vista tocando diferentes instrumentos. Nos quadrinhos, ela substituiu Pepper, uma morena de óculos de mente afiada.
A voz de Valerie é interpretada por Barbara Pariot, e sua voz de canto por Patrice Holloway. Ela foi interpretada por Rosario Dawson no filme live-action. Hayley Law a interpreta na série da The CW, Riverdale.

## Biografia
Valerie Brown é afro-americana e membro das Pussycats, lançada em 1969. O sobrenome de Valerie pode ser o mais definitivo dos três. A Archie Comics ocasionalmente usava o nome "Brown" do filme em seu site e em material promocional, mas nos quadrinhos, ela sempre é chamada de Valerie Smith. Mas recentemente, o sobrenome "Brown" foi usado novamente nos quadrinhos e na série de televisão, Riverdale. O retorno do sobrenome Brown acontece devido ao retorno do personagem Pepper Smith no universo da New Riverdale e Archie Horror.
Nos quadrinhos, Valerie é mais moleca do que suas duas colegas de banda. Além de ser boa em ciência e uma mecânica de automóveis habilidosa, ela ocasionalmente mostra um temperamento rápido, além de ser fisicamente mais forte do que parece. Ela também está menos preocupada com sua aparência ou sua vida amorosa do que Josie, Melody ou Alexandra, e raramente tinha sido vista em um relacionamento romântico, embora nos desenhos animados ela pareça atraída por Alexander. Em 2010, ela iniciou um relacionamento romântico de novo e de novo com Archie Andrews, embora a agenda de turnês de sua banda a mantenha longe de Riverdale e longe de Archie (para o alívio de Veronica Lodge e Betty Cooper, outras namoradas de Archie).

## Em outras mídias

### Televisão

#### Animação
- Valerie apareceu em Josie and the Pussycats uma série animada exibida entre 1970 a 1971 e produzida pela Hanna-Barbera Productions, apareceu também no spin-off intitulado de Josie and the Pussycats in Outer Space exibido entre 1972, esta versão da série seguiu as personagens no espaço sideral. Após o cancelamento dos programas, ela apareceu em uma aparição especial no episódio "The Haunted Showboat" de 22 de setembro de 1973 no The New Scooby-Doo Movies. Foi dublada por Barbara Pariot, com Patrice Holloway sendo sua voz nas canções.

#### Live action
- Valerie aparece na série de televisão da The CW, Riverdale, sendo interpretada por Hayley Law. Tendo sua mesma caracterização nas histórias em quadrinhos, além de ter um curto relacionamento amoroso com Archie Andrews.

### Filme

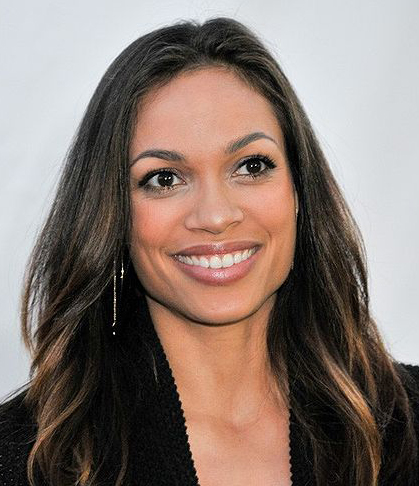
Rosario Dawson intérprete de Valerie em Josie and the Pussycats.

- Valerie foi interpretada por Rosario Dawson em Josie and the Pussycats, um filme de comédia musical de 2001 lançado pela Universal Pictures e Metro-Goldwyn-Mayer. Dirigido e co-escrito por Harry Elfont e Deborah Kaplan, o filme é vagamente baseado nos quadrinhos e nos desenhos animados da Hanna-Barbera. O filme é sobre uma jovem banda feminina que assina contrato com uma grande gravadora, apenas para descobrir que a empresa não tem os melhores interesses dos músicos no coração. O filme recebeu críticas mistas e foi um fracasso nas bilheterias,[4][5] faturando cerca de 15 milhões de dólares, tendo um orçamento de 39 milhões de dólares.[6]